# La obertura
 La Obertura  es una película de Argentina filmada en Eastmancolor dirigida por Julio Saraceni según su propio guion escrito sobre la obra de Alfredo Ruanova que se estrenó el 29 de septiembre de 1977 y que tuvo como actores principales a Enzo Viena, Ethel Rojo, Amelita Vargas y Antonio Grimau. Eric Zepeda tuvo a su cargo la coreografía.

## Sinopsis
Un hombre es secuestrado al ser confundido con otro y su esposa pretende cobrar un cuantioso seguro de vida pero aquel reaparece vivo.

## Reparto
- Enzo Viena ... Daniel Vargas
- Ethel Rojo ... Norma Vargas
- Amelita Vargas ... Beba Marquez
- Antonio Grimau ... Antonio "Willy" Zúñiga
- Katia Iaros ... Fanny
- Raimundo Soto ... Mr. Trincabelli
- Nelly Láinez ... masajista
- Beto Gianola ... secuestrador 1
- Ricardo Lavié ... secuestrador 2
- Mario Sapag ... hombre ebrio en bar
- Don Pelele
- Edda Bustamante ... primera amante de Daniel
- Angélica Perrone
- Silvia Balán
- Liliana Olivero
- Morena Jara
- Eva Olguin
- Norma Coria

## Comentarios
La Nación opinó:

”La falta de ingenio del libreto y la poca originalidad de las situaciones de humor, suelen compensarse en parte por el eficaz trabajo de Enzo Viena y las presencias atractivas y vistosas de Ethel rojo, Amelita Vargas y Katia Iaros.”

Clarín dijo:

”Gags divertidos y entretenidos.”